# 탈리

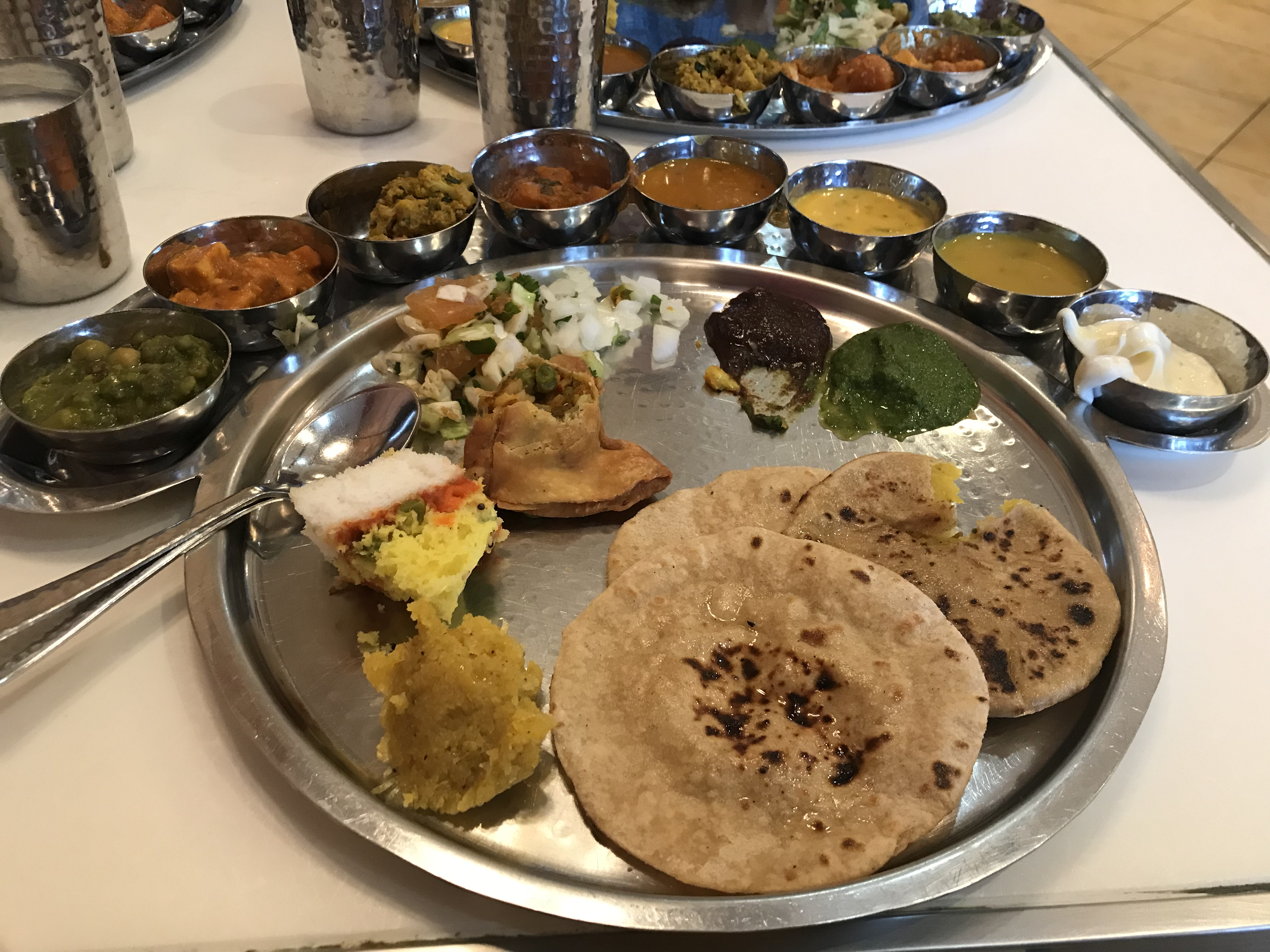
인도 채식 탈리

탈리(힌디어: थाली)는 남아시아의 정식 요리이다. 기본적으로 큰 원형 접시 안에 밥과 납작빵, 커리, 달이 있는 모습을 하고 있다.

## 같이 보기
- 반찬
- 타파스
- 인도 요리
- 네팔 요리
- 한정식
- 메제
- 쟁반
- 혼젠 요리
- 가이세키
- 자쿠스카